# Magnus Strange Herrmann
Magnus Strange Herrmann er en dansk ungdomspolitiker og elevaktivist, der pr. 1. juli 2025 træder ind som formand for Danske Skoleelever (DSE), en landsdækkende interesseorganisation for skoleelever i Danmark. Han efterfølger Caroline Helene Hermansen på posten.

## Tidligere Engagement og Baggrund
Magnus Herrmann har været aktiv i elevbevægelsen i flere år. Han har blandt andet fungeret som formand for DSE’s lokalafdeling i Københavns Omegn, hvor han har arbejdet med at styrke elevdemokratiet og repræsentationen af skoleelever i lokalområdet.
Ud over sit arbejde i DSE har Herrmann også været medlem af bestyrelsen for Danske Skoleelever på landsplan, hvilket har givet ham erfaring med organisationens nationale arbejde og beslutningsprocesser.
Han har tidligere været tilknyttet Copenhagen Bamboo ApS, en virksomhed, der beskæftiger sig med bæredygtige produkter, og har en baggrund fra Præstemoseskolen.

## Formandskab i DSE
Som kommende formand for DSE vil Herrmann få ansvaret for at lede organisationens arbejde med at fremme elevdemokrati, forbedre undervisningsmiljøet og sikre, at skoleelevernes stemme bliver hørt i den politiske debat. DSE arbejder blandt andet med aktiviteter for elever og elevråd, som f.eks. det årlige weekendkursus, og har en demokratisk struktur baseret på kollektivt medlemskab
Herrmanns erfaring fra lokalafdelingen og bestyrelsen giver ham et solidt fundament for at lede DSE i en tid, hvor elevorganisationen fortsat arbejder for at styrke sin position som en central aktør i debatten om skolepolitik i Danmark.

## Reference
1. ↑  https://magasinetskolen.dk/artikel/skolen/magnus-hermann-ny-formand-for-danske-skoleelever